# Порту Кову
Порту Кову (на португалски: Porto Covo) е населено място в Югозападна Португалия, регион Алентежу, окръг Сетубал, община Синиш.
Образува фрегезия (freguesia) – административно-териториална енория, подразделение на община.
Намира се на брега на Атлантическия океан, на 160 km южно от Лисабон. Населението му е около 1000 души (2011). Селището е популярен морски курорт.